# Разградчани
Разградчаните са жителите на град Разград, България. Това е списък на някои от по-известните от тях.

## Родени в Разград
- Атанас Петков, български революционер от ВМОРО, четник на Петър Ацев[1]
- Джена (р. 1985) – българска певица
- Денчо Бояджиев (1952 – 2024), политик
- Христо Бърдаров (1891 – 1917), български военен, загинал край Охрид
- Стоян Бъчваров (1879 – 1903), български революционер от ВМОРО
- Иван Ведър (1827 – 1898), смятан за основател на масонството в България
- Петър Габровски (1898 – 1945), политик, адвокат
- Никола Ганушев (1889 – 1958), живописец, професор
- Данаил Дечев (1891 – 1962), живописец, народен художник (посмъртно)
- Тодор Дечев, български общественик и просветен деец
- проф Младен Генчев (р. 1916), химик
- Иванка Димитрова (1920 – 2002), драматична и филмова артистка
- Йордан Йорданов (1932 – 2013), цигулар и педагог, дългогодишен концертмайстор на Разградската филхармония
- проф Иван Коев (1913 – 1994), етнограф
- арх Вера Коларова (1931 – 2010), реставратор, ИКОМОС
- Иван Куюмджиев (1880 – 1927), български революционер от ВМОРО и ВМРО
- Милена Моллова (р. 1940), пианистка и педагог
- Димитър Ненов (1901 – 1952), пианист, композитор, музикален педагог, архитект и общественик
- проф дссн Ст. Ненов (р. 1933)
- Илия Петров (1903 – 1975), живописец, академик
- Емилия Попова (1893 – 1977), драматична артистка
- проф дпн Пламен Радев (р. 1950)
- Рафи Рафиев (р. 1956), футболист
- проф дмн Румяна Рахнева (р. 1936)
- Руси Русев (1900 – 1988), български литературен историк и критик
- Георги Сапов (1873 – ?), офицер и политик
- Влади Симеонов (1912 – 1990), диригент
- Стойчо Стоев (р. 1962), български футболист и треньор по футбол
- Антоний Хубанчев (р. 1936), философ и богослов
- проф д-р Мария Цонева (р. 1924), медик, биолог
- Анани Явашов (1855 – 1934), просветен деец
- Иван Багрянов (1891 – 1944) министър-председател на България
- Иво Прокопиев (1971 – ?), български предприемач и почетен консул на Канада в България.
- Проф., д-р по психология Румяна Милкова (по баща Караджова, р. 1952).
- Иво Прокопиев - български предприемач
- Виктор Николаев - български телевизионен журналист
- Шукри Ахмедов – Европейски шампион от „София '78“ и сребърен медалист от първенството на континента „Бурса 77“, Носител на два бронзови медала от световни първенства – 1975 и 1977 г., Носител на Златния пояс „Дан Колов“ през 1978 г.
- Ива Митева (р. 1972) - българска юристка и политик

## Починали в Разград
- Димитър Арнаудов (1912 – 1998), художник
- Вацлав Трунечек (1864 – 1902), художник и педагог
- Владислав Бабаров (1933 – 1999), художник
- Велко Велков (1946 – 2010), художник
- Михаил Ганчев (1872 – 1931), български офицер и деец Вътрешна македонска революционна организация
- Станка Николица-Спасо-Еленина (1835 – 1920), книжовничка, една от първите български поетеси
- Руси Русев (1938 – 2003), художник
- Георги Харитонов (1954 – 2006), поет и журналист

## Други
- Христо Борина (1882 – 1967), поет и общественик, завършил гимназия в Разград
- Фридрих Грюнангер (1856 – 1929), австрийски архитект, живял в Разград
- Ивайло Йорданов (p. 1973), оперен певец, живял, учил и работил в Разград
- Андрей Маркович (1872 – 1939), български биолог-ентомолог, учител в Разград (1897 – 1908)
- Борислав Банев (р. 1977), редактор (сп. егоист, EGO, Vice, www. egoist.bg), завършил гимназия в Разград
- Йордан Мичев (р. 1978), журналист, учил в Разград
- Борис Окс (1851 – 1926), руски лекар-имунолог, работил като окръжен лекар в Разград. От 1884 г. издава вестник "Здравие" във Варна.[2]
- Симона Статева (p. 1995), певица, стигнала до финала на Music Idol
- Никола Сукнаров (1848 – 1894), политик, работил като учител през 1875 – 1877
- Виктория (Вики) Терзийска (р. 1979), поппевица, вокалистка на група „Мастило“, учила в Разград
- Мехмет Туркер Аджароглу (р. 1915), академик
- Ахмет Тъмъшев (р. 1926), писател
- Цветелина – попфолк певица (Родена в град Петрич на 31 юли 1976 г. Завършила средно музикално училище, със специалност народно пеене в Разград)
- Крисия Тодорова (родена на 1 юни 2004 г.) – българска певица. Става известна с участието си в телевизионен проект на Слави Трифонов.